# Joseph Farines
Joseph Nabor Bonaventure Farines  (1792-1864) est un pharmacien et naturaliste français. Il est le premier, dès 1828, à percevoir l'intérêt scientifique de la caune de l'Arago.

## Biographie
Joseph Nabor Bonaventure Farines naît à Espira-de-l'Agly le 12 juillet 1792. En 1821 il épouse Marguerite Farines, sa cousine. Le couple a trois enfants mais aucun petit-enfant. Farines est conseiller municipal de Perpignan, où il tient une officine de pharmacie, de 1834 à 1840.
Il participe en 1833 à la fondation de la société philomatique de Perpignan, renommée en 1842 Société agricole, scientifique et littéraire des Pyrénées-Orientales. De 1828 à 1837, il écrit des articles, dont un avec Marcel de Serres, dans lequel il signale l'intérêt scientifique de la caune de l'Arago, qui ne sera sérieusement étudiée qu'à partir de 1971.
Il meurt dans sa ville natale le 7 mai 1864.

## Espèces décrites
- Arianta xatartii (1834)